# Qili Hu
Qili Hu (kinesiska: 七里湖) är en sjö i Kina. Den ligger i provinsen Anhui, i den östra delen av landet, omkring 160 kilometer söder om provinshuvudstaden Hefei. Trakten runt Qili Hu består till största delen av jordbruksmark.
Genomsnittlig årsnederbörd är 2 045 millimeter. Den regnigaste månaden är maj, med i genomsnitt 323 mm nederbörd, och den torraste är januari, med 56 mm nederbörd.